# Equipo de Copa Davis de Bielorrusia
El equipo bielorruso de Copa Davis es el representante de Bielorrusia en dicha competición internacional. Su organización está a cargo de la Asociación Bielorrusa de Tenis.

## Historia
El equipo de Copa Davis de Bielorrusia participó por primera vez en el certamen en 1994. Su más destacada actuación se produjo en el 2004, cuando alcanzó las semifinales del torneo. Allí cayó por un contundente 4-0(el último partido no se jugó por abandono del jugador bielorruso) frente a los Estados Unidos. En ese mismo año, Bielorrusia eliminó a la Argentina por 5-0 en una polémica serie. Los argentinos argumentaban que la superficie(una carpeta Taraflex) no era oficial, la misma era extremadamente rápida. Sin embargo, la misma fue aceptada por la ITF.
El partido más largo que haya disputado un jugador bielorruso en la Copa Davis fue Ilya Ivashka el 4 de marzo de 2016 frente a Mohamed Safwat de Egipto por la primera ronda del Grupo II de Europa/África de la Copa Davis 2016 en un partido que duró 4 horas y 26 minutos y ganó Ivashka por 5-7 6-0 3-6 7-6(3) 7-5.

## Actualidad
El año 2006, el equipo bielorruso llegó a cuartos de final después de vencer a España por 4-1. En cuartos, perdió con Australia por un rotundo 5-0.
El 2007, perdió ajustadamente (3-2) con Suecia, por lo que debió enfrentar al combinado peruano en los play-offs del mes de septiembre. Dicho encuentro se disputó en Lima, Perú, entre el 21 y 23 de ese mismo mes. El polvo de ladrillo de Lima terminó siendo fatal para las aspiraciones bielorrusas;La serie terminó con un 4-1 a favor de los sudamericanos, que obtuvieron una plaza en el grupo mundial para el 2008. Por su parte, los bielorrusos deberán jugar en la zona Europa/África, buscando regresar al grupo mundial para el 2009.

### Plantel
| - Egor Gerasimov - Uladzimir Ignatik - Dzmitry Zhyrmont - Alexander Bury - Sergey Betov - Yaraslau Shyla - Ilya Ivashka - Andrei Vasilevski - Pavel Filin | - Vladzimir Kruk - Nikolai Fidirko - Yahor Yatsyk - Artem Baradach - Aliaksandr Halinko - Aliaksandr Bulitski - Andrei Novikov - Max Mirnyi (doblista) |